# Adriana Bazon
Adriana Bazon, född den 5 juli 1963 i Copălău i Rumänien, är en rumänsk roddare.
Hon tog OS-silver i fyra utan styrman i samband med de olympiska roddtävlingarna 1992 i Barcelona.